# Kaiser-Wilhelm-Brücke (Wilhelmshaven)
Die Kaiser-Wilhelm-Brücke (umgangssprachlich KW-Brücke) in Wilhelmshaven ist eine achsensymmetrische, zweiflügelige Straßendrehbrücke aus genietetem Stahlfachwerk. Sie ist das Wahrzeichen der Stadt Wilhelmshaven.

## Technische Daten
Die Kaiser-Wilhelm-Brücke hat eine Länge von 159 m und eine Breite von 8 m. Sie wiegt 440 Tonnen. Die beiden Stützen sind etwa 20,4 m hoch. Sie überquert den Verbindungshafen und dient als Verbindungsstück zwischen der Südstadt und dem Südstrand sowie den südlichen Hafenanlagen. Die Durchfahrtshöhe beträgt 9,0 m  bei mittlerem Hafenwasserstand (+1,1m NN), die Durchfahrtsbreite beträgt 58,6 m. Nördliche und südliche Hälfte der Brücke sind unabhängig voneinander zu öffnen, diese werden dabei im Uhrzeigersinn um bis zu 90° gedreht. Auf der Brücke ist der Straßenverkehr jeweils nur in einer Richtung möglich. Die Regelung erfolgt durch Ampelanlagen. Fußgänger und Radfahrer sind von dieser Verkehrsregelung ausgenommen. Sie haben bei geschlossener Brücke immer eine Überquerungsmöglichkeit. Vor dem Ausschwenken wird die Brücke durch Lichtsignale und Schranken für den gesamten Verkehr gesperrt.

## Geschichte
Die Kaiser-Wilhelm-Brücke in Wilhelmshaven wurde zwischen 1905 (Baubeginn) und 1907 (Fertigstellung und Inbetriebnahme) als größte Drehbrücke Deutschlands erbaut. Die Einweihung fand am 29. August 1907 statt. Der Entwurf der Brücke stammt von Oberbaurat Ernst Troschel. Gebaut wurde sie vom MAN Werk Gustavsburg. Die Baukosten betrugen 1,625 Mio. Mark.
1975 wurde die Brücke unter Denkmalschutz gestellt.
Im Jahr 1998 wurde die Drehmechanik des nördlichen Brückenteils durch einen Schlepper-Unfall beschädigt (Kollision mit einer Fregatte) und musste teilweise überholt werden. 2003 kam es zu einem erneuten Unfall: Ein Frachter rammte die Brücke und beschädigte diese leicht.
Im Jahr 2007 wurde das 100-jährige Bestehen der Brücke gefeiert. Aus diesem Anlass machte die Stadt Wilhelmshaven die Kaiser-Wilhelm-Brücke zum Motto ihres größten Hafenfestes, dem Wochenende an der Jade, und organisierte am ersten Septemberwochenende ein historisches Brückenfest. Zum Brückenfest konnte die Beleuchtung nach historischem Vorbild wieder hergestellt werden. Zudem erschien am 9. August 2007 eine 1,45-Euro-Sondermarke mit einer Abbildung der Brücke.
Ab dem 23. September 2010 erfolgte die bereits lange geplante Sanierung der Brücke. Für die Sanierung hatte der Stadtrat 7,3 Millionen Euro zur Verfügung gestellt. Rechtzeitig zum JadeWeserPort-Cup Regatta-Wochenende wurde die Brücke am 28. September 2012 für Fußgänger und Fahrradfahrer wieder freigegeben. Am 17. September 2013 wurde die Sanierung der Brücke nach drei Jahren offiziell abgeschlossen und die Brücke wieder für den Kraftfahrzeugverkehr freigegeben. Im Zuge der Sanierung wurde die Brücke stahlbautechnisch instand gesetzt und erhielt unter anderem eine komplett neue Beschichtung sowie neue Beläge für Fahrbahnen und Gehwege. Das Geländer der Brücke wurde nach historischem Vorbild restauriert. Außerdem wurde sie mit einem neuen Beleuchtungskonzept ausgerüstet, das sie als Wahrzeichen der Stadt hervorheben soll. Auch in das Umfeld wurde investiert. So wurden die Brückenhäuser komplett saniert und eine neue Treppenanlage als Zugang zum Nordflügel gebaut.

## Galerie

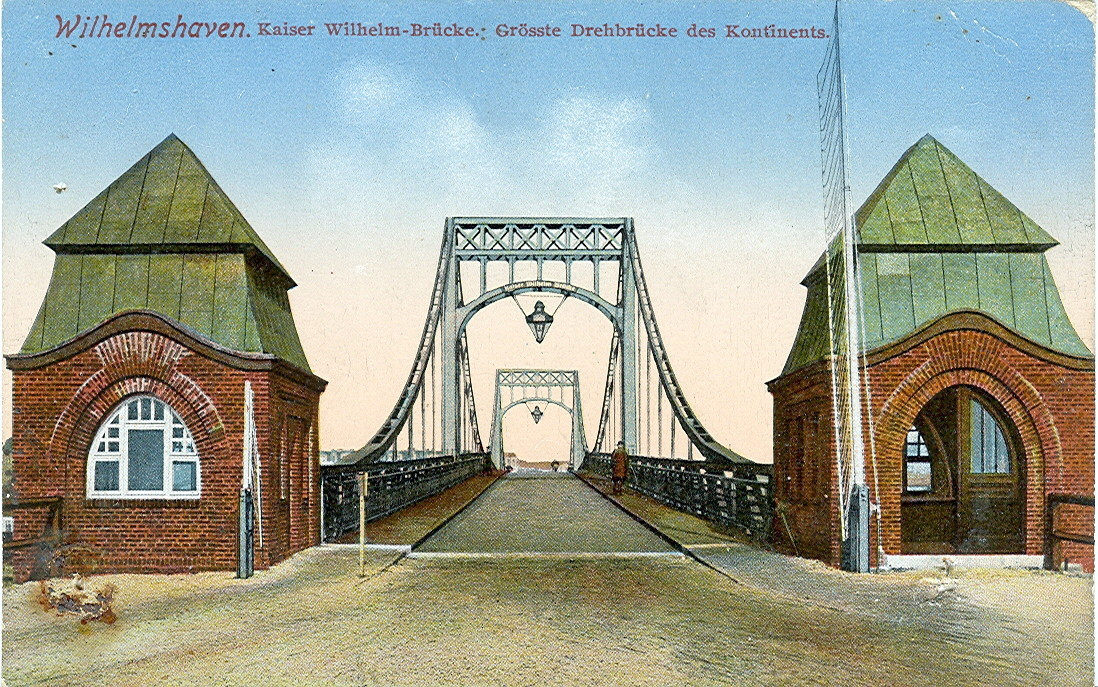
Kaiser-Wilhelm-Brücke, 1914
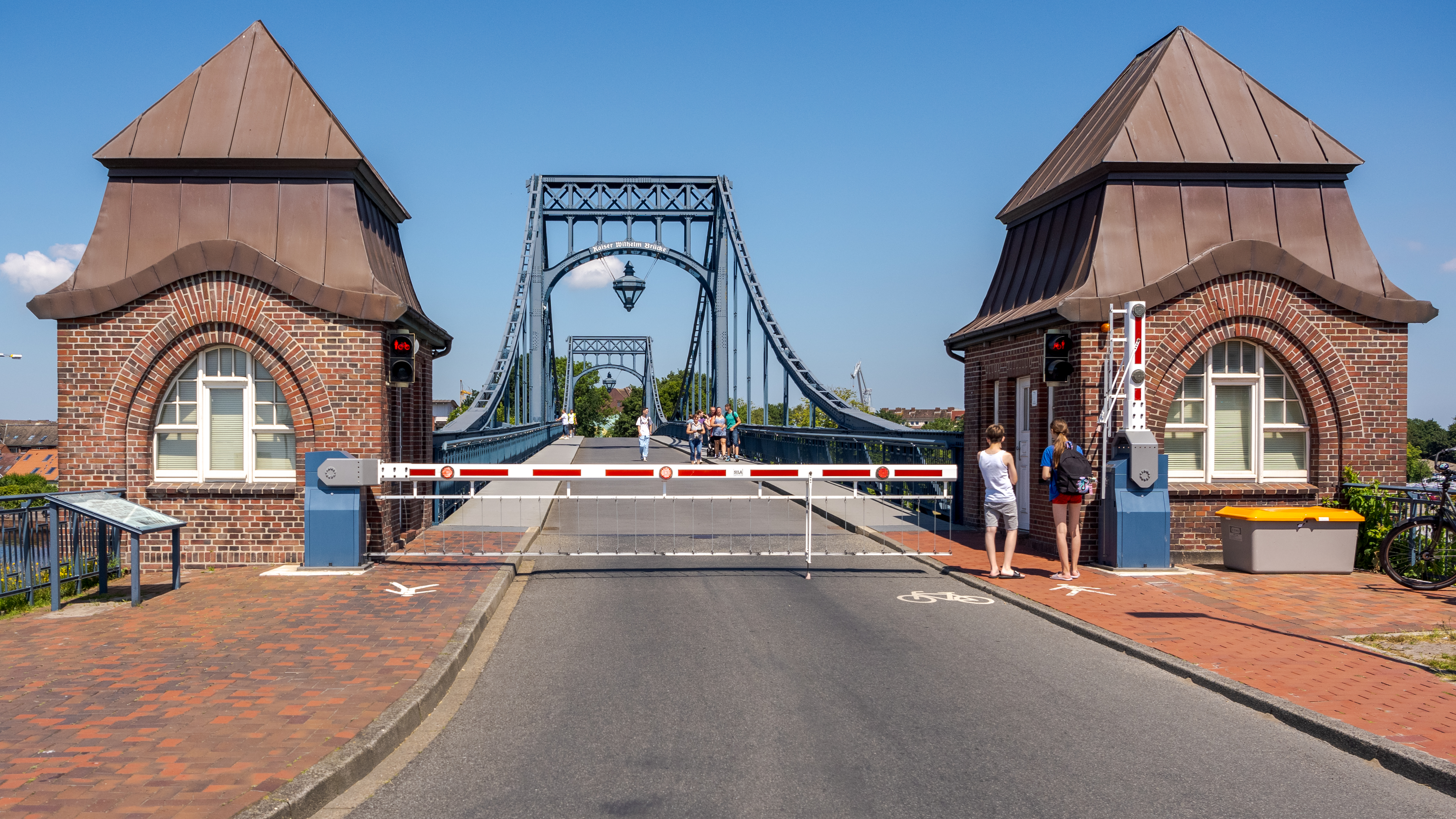
Kaiser-Wilhelm-Brücke, 2024
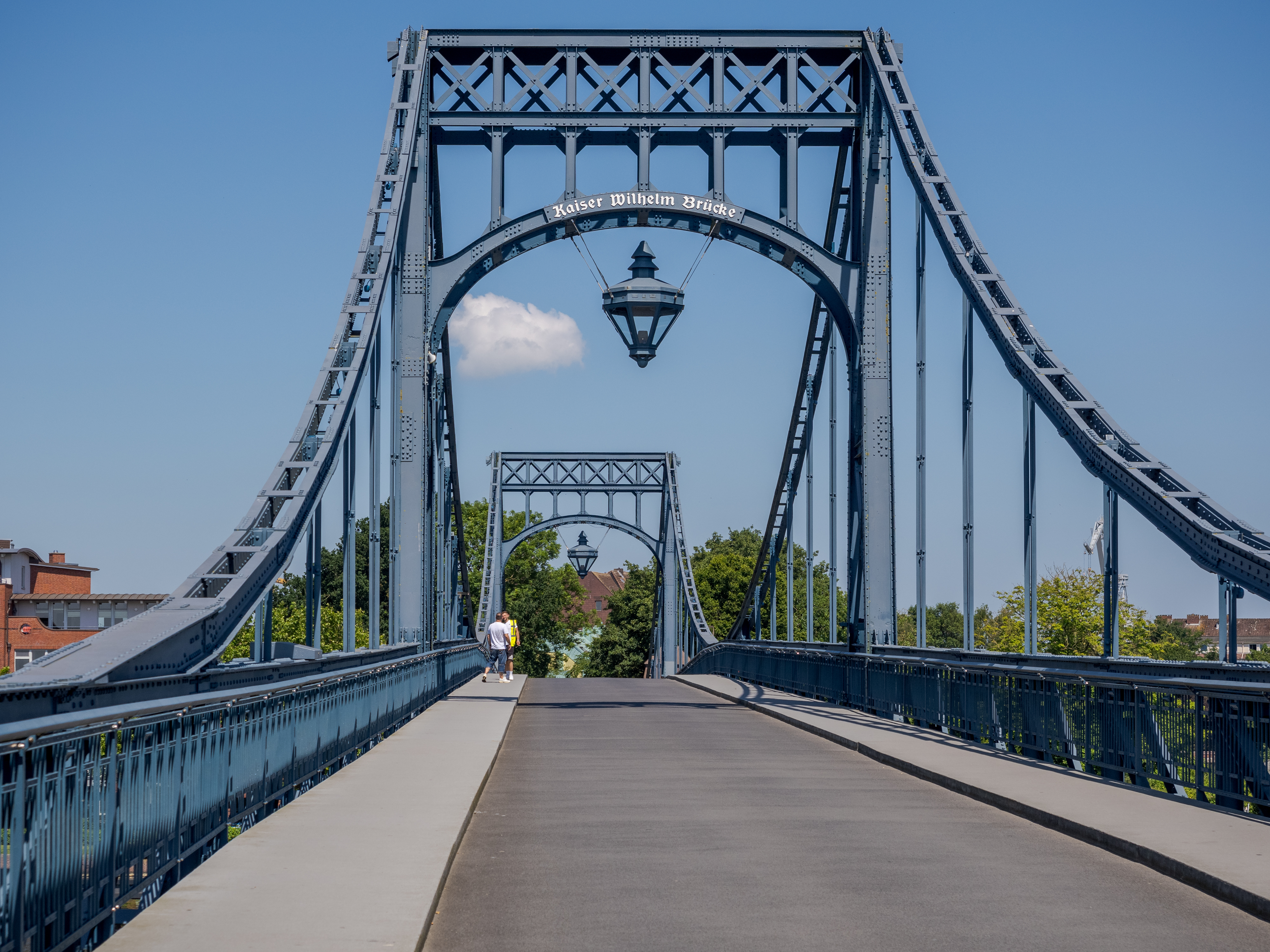
Genieteter Stahl
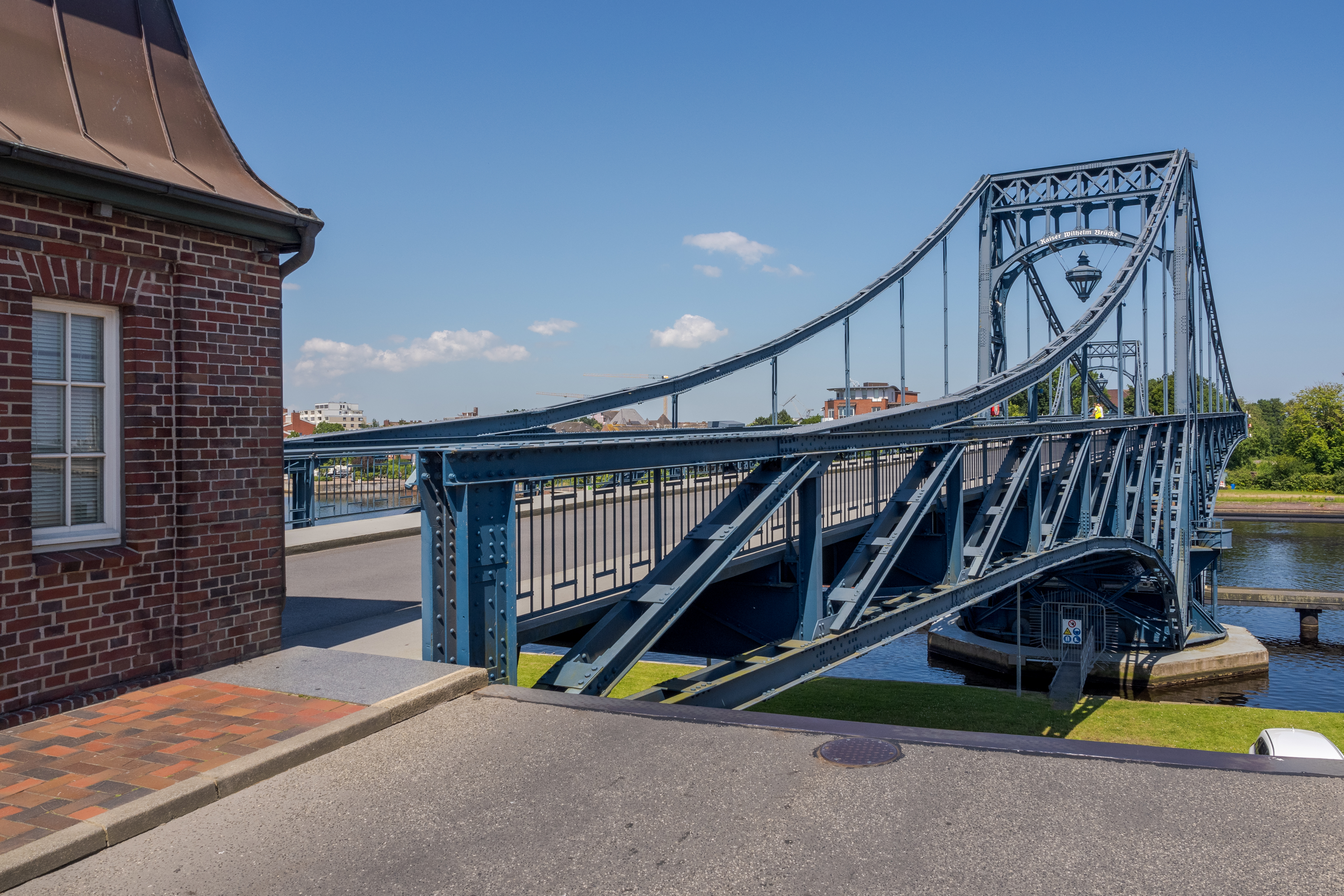
In Drehung
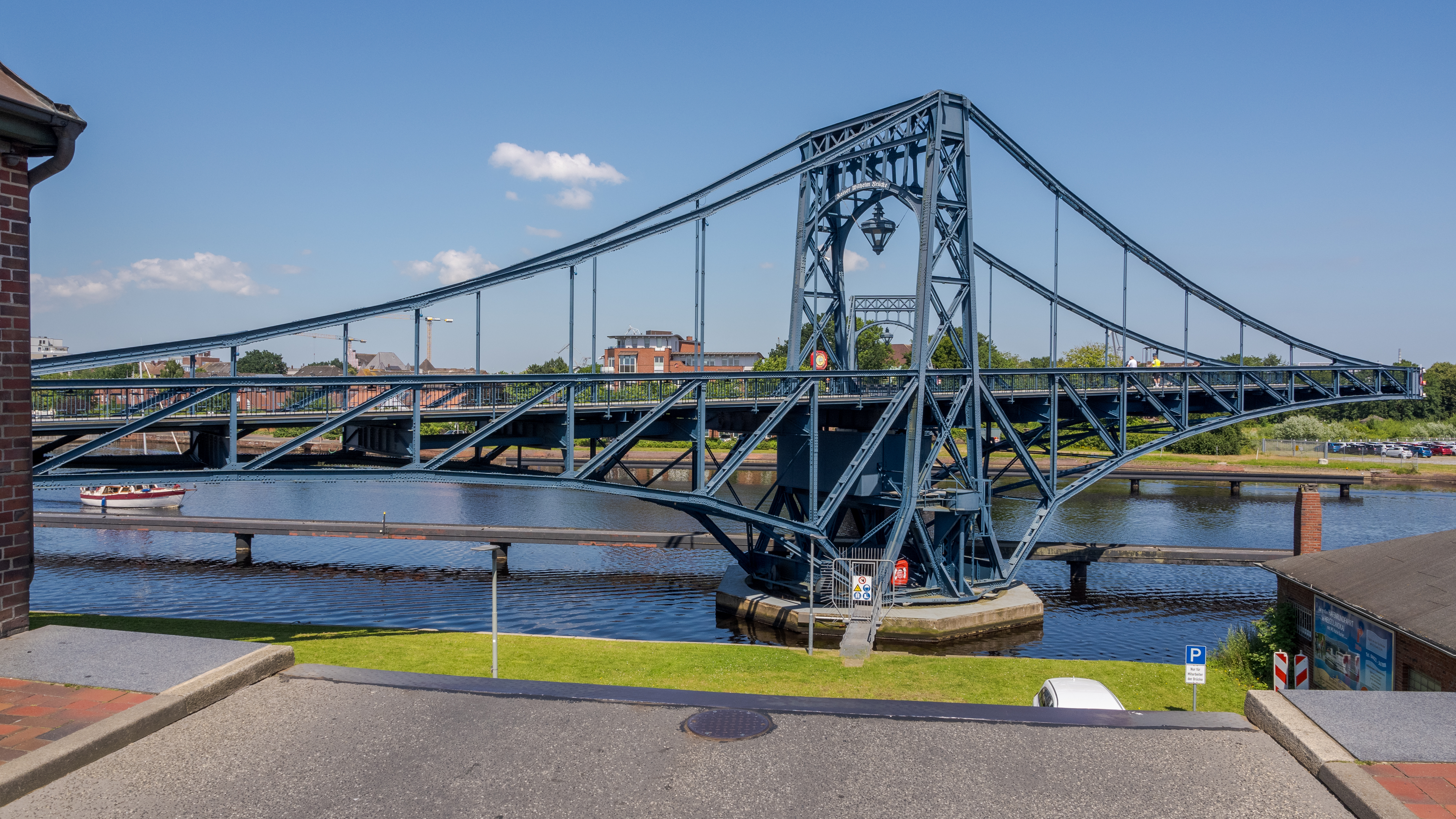
Fahrrinne ist frei
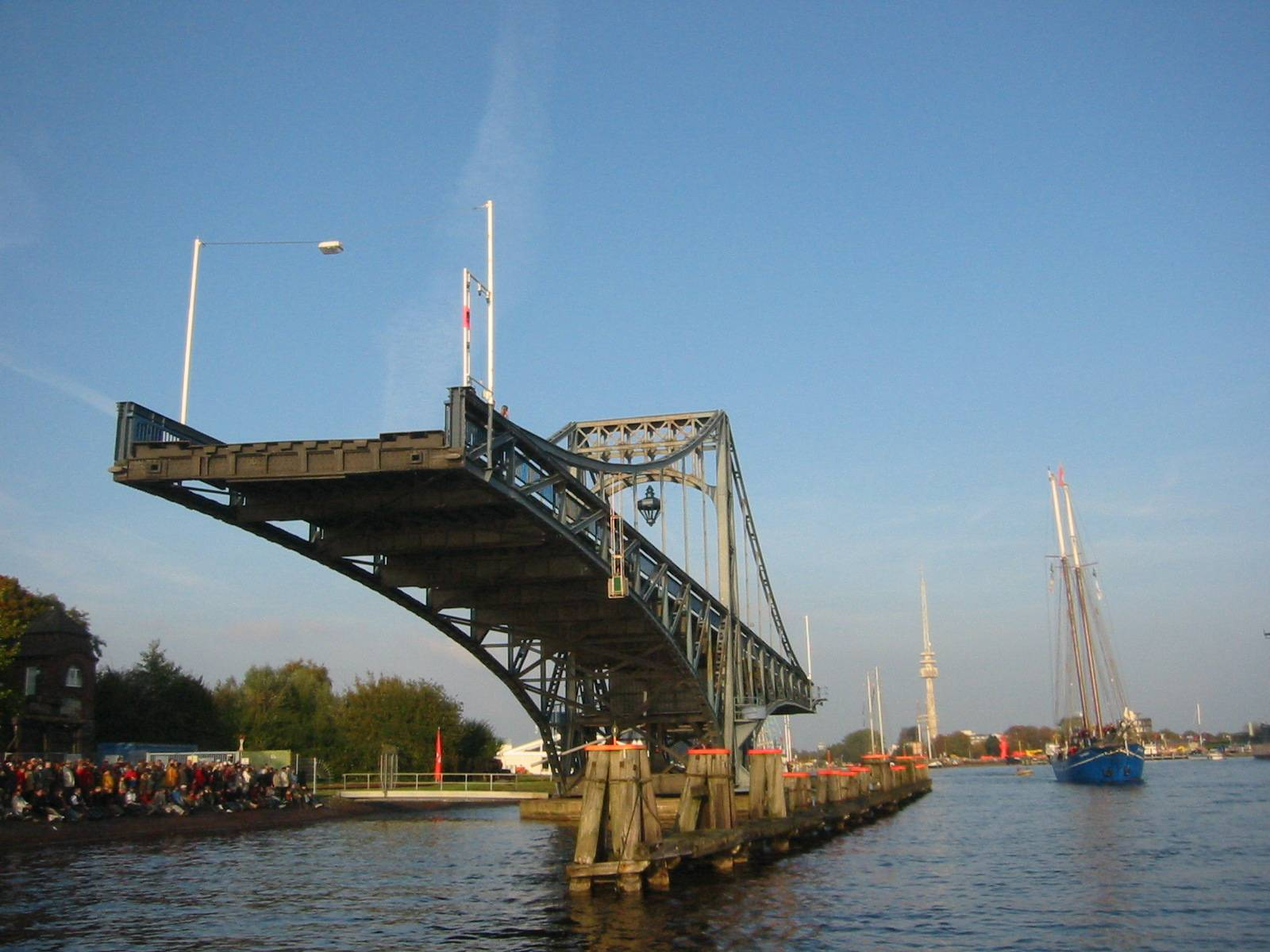
Geöffneter Nordflügel
- Zeitrafferaufnahme von Öffnung und Schließung der Brücke